# Monte Erciyes
El monte Erciyes (turco, Erciyes Dağı) es un macizo estratovolcán ubicado a 25 kilómetros al sur de Kayseri, Turquía. Erciyes es la montaña más alta en el centro de Anatolia, con 3.916 m s. n. m. El volcán está fuertemente erosionado, pero puede que haya tenido su última erupción en fecha tan cercana como el año 253 a. C., como puede que esté representado en monedas de la época romana. El monte Argeo está representada sobre numerosas monedas antiguas donde se encuentra en el interior de un templo dístilo o tetrástilo.[cita requerida] Estrabón escribió que en su época la cumbre nunca estaba libre de la nieve y que los pocos que la ascendían podían ver tanto el mar Negro como el Mediterráneo. Esta cumbre ha sido llamada en la Antigüedad como monte Argeo (Argaeus, Argeus o Argeos), y dominaba la villa de Cesarea de Capadocia, hoy Kayseri. En una caverna del monte Argeo san Blas de Sebaste (hoy Sivas en Turquía) se retiró. En el monte Erciyes se encuentra la estación de esquí de Erciyes.
Al pie del volcán Erciyes en Turquía, en una región que de otro modo estaría marcada por la sequía, se encuentran las tiendas de los seminómadas. Esta ubicación particular permite que, a pesar del entorno árido, haya tierras fértiles disponibles en las que los seminómadas pueden continuar su forma de vida tradicional.